# Parafia św. Mikołaja w Radochońcach
Parafia św. Mikołaja w Radochońcach − parafia rzymskokatolicka znajdująca się w archidiecezji lwowskiej w dekanacie Sambor.
Parafia nie posiada własnego proboszcza i jest administrowana dojazdowo przez proboszcza z parafii Miżyniec.